# Zuša
Zuša (rusky Зуша) je řeka v Orelské oblasti v Rusku. Je to pravostranný přítok Oky (povodí Volhy). Je 234 km dlouhá. Povodí má rozlohu 6 950 km².

## Průběh toku
Protéká Středoruskou vysočinou. U města Novosil překonává peřeje. Největším přítokem je Neruč zleva.

## Vodní režim
Zdroj vody je převážně sněhový. Průměrný průtok vody u města Mcensk činí 28 m³/s. Zamrzá na začátku prosince a rozmrzá na konci března.

## Využití
Vodní doprava je možná do města Mcensk.